# Petru-Alexandru Luncanu
Petru-Alexandru Luncanu es un tenista profesional, nacido el 7 de mayo de 1989 en la ciudad de Bucarest, Rumania.

## Carrera
Su máximo ranking individual lo consiguió el 2 de noviembre de 2009, cuando alcanzó la posición Nº 304 del ranking mundial ATP. Mientras que en dobles alcanzó la posición 384 el 12 de mayo de 2008.
Es entrenado por Ady Ayram, y es un jugador zurdo. Su superficie favorita son las pistas duras y las de polvo de ladrillo. Ha ganado hasta el momento siete títulos futures en individuales. En dobles ha obtenidos nueve títulos futures.

### Copa Davis
Debutó en el año 2012 en el Equipo de Copa Davis de Rumania. Ha disputado un total de 2 encuentros, perdiendo en las dos ocasiones ante los holandeses Thomas Schoorel primero y Robin Haase después.